# فیلم‌شناسی برایان کرانستون
برایان کرانستون بازیگر، تهیه‌کننده و کارگردان آمریکایی است که در فیلم‌ها، سریال‌های تلویزیونی، بازی‌های ویدئویی و روی صحنه تئاتر ایفای نقش کرده‌است.

## فیلم
| Not yet released | به آثاری اشاره دارد که هنوز منتشر نشده‌اند |

| سال  | عنوان                                          | نقش                     | توضیحات                 |
| ---- | ---------------------------------------------- | ----------------------- | ----------------------- |
| ۱۹۸۷ | زنان آمازون در ماه                             | پیراپزشک شماره ۱        |                         |
| ۱۹۹۴ | استاد مست ۲                                    | صداهای اضافی            | دوبله انگلیسی           |
| ۱۹۹۴ | تخته سنگ تمیز                                  | مسئول باشگاه            |                         |
| ۱۹۹۴ | مبارز خیابانی ۲: فیلم پویانمایی                | فی لانگ (صدا)           | دوبله انگلیسی           |
| ۱۹۹۶ | آن کاری که می‌کنی!                              | گاس گریسوم              |                         |
| ۱۹۹۸ | نجات سرباز رایان                               | سرهنگ دپارتمان جنگ      |                         |
| ۲۰۰۵ | دلتنگی باشکوه: قدم زدن روی ماه به صورت سه بعدی | باز آلدرین (صدا)        | مستند                   |
| ۲۰۰۶ | میس سان‌شاین کوچولو                             | استن گروسمن             |                         |
| ۲۰۰۶ | مالکیت فکری                                    | میزبان رادیو CSE        |                         |
| ۲۰۱۰ | رنج عشق                                        | جیمز پتیس               |                         |
| ۲۰۱۱ | وکیل لینکلن                                    | کارآگاه لنکفورد         |                         |
| ۲۰۱۱ | رانندگی                                        | شانون                   |                         |
| ۲۰۱۱ | گسیختگی                                        | ریچارد دیردن            |                         |
| ۲۰۱۱ | لری کراون                                      | دین تاینوت              |                         |
| ۲۰۱۱ | بتمن: سال اول                                  | جیمز گوردون (صدا)       | دیرکت به ویدئو          |
| ۲۰۱۱ | شیوع                                           | لایل هاگرتی             |                         |
| ۲۰۱۲ | دم‌قرمزها                                       | ویلیام مورتاموس         |                         |
| ۲۰۱۲ | جان کارتر                                      | سرهنگ پال               |                         |
| ۲۰۱۲ | ماداگاسکار ۳: تحت تعقیب‌ترین‌های اروپا           | ویتالی (صدا)            |                         |
| ۲۰۱۲ | دوران راک                                      | مایک ویتمور             |                         |
| ۲۰۱۲ | یادآوری کامل                                   | ویلوس کوهاگن            |                         |
| ۲۰۱۲ | آرگو                                           | جک اودانل               |                         |
| ۲۰۱۳ | سرمای شب می‌آید                                 | توپولوسکی               |                         |
| ۲۰۱۴ | گودزیلا                                        | جو برودی                |                         |
| ۲۰۱۵ | ترامبو                                         | دالتون ترامبو           |                         |
| ۲۰۱۶ | پاندای کونگ‌فوکار ۳                             | لی (صدا)                |                         |
| ۲۰۱۶ | یه شغل پیدا کن                                 | راجر دیویس              |                         |
| ۲۰۱۶ | نفوذی                                          | رابرت مازور / باب موسلا | همچنین تهیه‌کننده اجرایی |
| ۲۰۱۶ | ویکفیلد                                        | هوارد ویکفیلد           |                         |
| ۲۰۱۶ | در نبردی مشکوک                                 | کلانتر                  |                         |
| ۲۰۱۶ | چرا او؟                                        | ند فلمینگ               |                         |
| ۲۰۱۷ | هنرمند فاجعه                                   | خودش                    | حضور کوتاه بدون اعتبار  |
| ۲۰۱۷ | پاور رنجرز                                     | زوردون                  |                         |
| ۲۰۱۷ | قسمت بالایی                                    | فیلیپ لاکاس             |                         |
| ۲۰۱۷ | اهتزاز آخرین پرچم                              | سال نیلون               |                         |
| ۲۰۱۸ | جزیره سگ‌ها                                     | چیف (صدا)               |                         |
| ۲۰۱۹ | ال کامینو: فیلم بریکینگ بد                     | والتر وایت              |                         |
| ۲۰۲۰ | ایوان منحصربه‌فرد (فیلم)                        | ماک                     |                         |
| ۲۰۲۲ | جری و مارج پولدار می‌شوند                       | جری سلبی                |                         |
| ۲۰۲۳ | استروید سیتی                                   | میزبان                  |                         |
| ۲۰۲۴ | آرگایل                                         |                         | پس تولید                |
| ۲۰۲۴ | طرح فنیقی                                      |                         | پس تولید                |

## تلویزیون
| سال       | عنوان                          | نقش                                        | توضیحات                         |
| --------- | ------------------------------ | ------------------------------------------ | ------------------------------- |
| ۱۹۸۶      | گرگ آسمان                      | رابرت هالیس                                | یک قسمت                         |
| ۱۹۸۹      | بی‌واچ                          | تام لوگان                                  | قسمت: «کشتی کروز»               |
| ۱۹۹۱      | فلش                            | فیلیپ موزس                                 | یک قسمت                         |
| ۱۹۹۴      | واکر، رنجر تگزاس               | هنک                                        | یک قسمت                         |
| ۱۹۹۴–۱۹۹۷ | ساینفلد                        | دکتر تیم واتلی                             | ۵ قسمت                          |
| ۱۹۹۶      | کارآگاه راکفورد                | پاتریک دوگرتی                              | فیلم تلویزیونی                  |
| ۱۹۹۷      | بابیلون ۵                      | اریکسون                                    | یک قسمت                         |
| ۱۹۹۷      | سابرینا جادوگر نوجوان          | وکیل جادوگر                                | یک قسمت                         |
| ۱۹۹۸      | پرونده‌های ایکس                 | پاتریک کرامپ                               | یک قسمت                         |
| ۱۹۹۹      | سومین سنگ بعد از خورشید        | نیل دایمند                                 | یک قسمت                         |
| ۲۰۰۰–۲۰۰۶ | دنیای مالکوم                   | هال                                        | ۱۵۱ قسمت                        |
| ۲۰۰۵–۲۰۱۰ | بابای آمریکایی!                | ناشر بیل / آقای وینتروپ                    | صدا ۲ قسمت                      |
| ۲۰۰۶–۲۰۲۰ | فمیلی گای                      | هال / دکتر یهودی / خودش (لایو اکشن) / برت  | صدا ۱۰ قسمت                     |
| ۲۰۰۶–۲۰۱۳ | آشنایی با مادر                 | هاموند درادرز                              | ۳ قسمت                          |
| ۲۰۰۷      | سقوط‌کرده                       | لوسیفر                                     | ۳ قسمت                          |
| ۲۰۰۸–۲۰۱۳ | بریکینگ بد                     | والتر وایت                                 | ۶۲ قسمت همچنین تهیه‌کننده        |
| ۲۰۱۰–۲۰۱۶ | پخش زنده شنبه شب               | خودش (میزبان) / والتر وایت                 | ۲ قسمت                          |
| ۲۰۱۱–۲۰۱۸ | مرغ ربات                       | نقش‌های مختلف                               | صدا ۵ قسمت                      |
| ۲۰۱۲      | آرچر                           | فرمانده تونی دریک                          | صدا ۲ قسمت                      |
| ۲۰۱۲      | ۳۰ راک                         | رون                                        | یک قسمت                         |
| ۲۰۱۲–۲۰۱۳ | سیمپسون‌ها                      | استرادیواریوس کین / والتر وایت (لایو اکشن) | صدا ۲ قسمت                      |
| ۲۰۱۲–۲۰۱۳ | کلیولند شو                     | دکتر فیست / نقش‌های مختلف                   | صدا ۹ قسمت                      |
| ۲۰۱۷      | زیاد ذوق‌زده نشو                | دکتر لیونل تمپلتون                         | یک قسمت                         |
| ۲۰۱۹      | هفته پیش امشب با جان اولیور    | ریچارد ساکلر                               | یک قسمت                         |
| ۲۰۲۰–۲۰۲۳ | عالیجناب                       | قاضی مایکل دسیاتو                          | ۲۰ قسمت همچنین تهیه‌کننده اجرایی |
| ۲۰۲۲      | بهتره با سال تماس بگیری        | والتر وایت / هایزنبرگ                      | قسمت‌ها: «بریکینگ بد»، «سال رفت» |
| ۲۰۲۲      | بازی آمریکا: قهرمانان سوپر بول | راوی (صدا)                                 | یک قسمت                         |
| ۲۰۲۳      | فیلادلفیا همیشه آفتابی است     | «مِستر میدل/خودش»                           | یک قسمت                         |

| سال       | عنوان          | توضیحات                                    |
| --------- | -------------- | ------------------------------------------ |
| ۲۰۰۳–۲۰۰۶ | دنیای مالکوم   | ۷ قسمت                                     |
| ۲۰۰۹–۲۰۱۳ | بریکینگ بد     | ۳ قسمت: «هفت سی و هفت»، «نو مَس»، «پول خون» |
| ۲۰۱۲–۲۰۱۳ | خانواده امروزی | ۲ قسمت                                     |
| ۲۰۱۲      | اداره          | یک قسمت                                    |
| ۲۰۲۱      | عالیجناب       | یک قسمت                                    |